# زک میلز
زک میلز (انگلیسی: Zach Mills؛ زادهٔ ۲۶ دسامبر ۱۹۹۵) یک هنرپیشه اهل ایالات متحده آمریکا است. وی از سال ۲۰۰۴ میلادی تاکنون مشغول فعالیت بوده‌است.
از جمله فیلم‌های او می‌توان به فیلم فروشگاه عجیب آقای مگوریوم و کیت کیترج: یک دختر آمریکایی اشاره کرد.